# Baccharis vanessae
Baccharis vanessae es una especie del género Baccharis conocida por el nombre de Encinitas baccharis. Es planta endémica del Condado de San Diego en California, donde es un miembro escaso de la flora del chaparral, se encuentra especialmente entre los "Torrey pines" (Pinus torreyana). Se encuentra incluida en los listados federales de las especies amenazadas. A pesar de su nombre hace ya tiempo que no se encuentra presente en Encinitas, pero se la puede encontrar en otras partes del condado desde la costa hasta las montañas.,

## Descripción
Es un arbusto de porte ramificado, pegajoso al tacto, con una gran densidad de glándulas, produce tallos erguidos que se acercan a los 2 metros en altura máxima. Las hojas son lineares y de hasta 4.5 centímetros de largo. Es una planta dióica produce flores masculinas y femeninas capítulos en diversos individuos. La fruta es aquenio con unos papus de hasta un centímetro largo.